# Distrito de Dharwad
Dharwad (en canarés; ಧಾರವಾಡ ಜಿಲ್ಲೆ ) es un distrito de India, en el estado de Karnataka . 
Comprende una superficie de 4265 km².
El centro administrativo es la ciudad de Dharwad.

## Demografía
Según censo 2011 contaba con una población total de 1 846 993 habitantes.